# Dymitr Samuel Połubiński
Dymitr Samuel Połubiński herbu Jastrzębiec odmienny (zm. 1687), książę, wojewoda nowogródzki, podczaszy słonimski.
Syn Michała (zm. 1651), sędziego ziemskiego słonimskiego i Elżbiety z domu Korsak, ojciec Leona Kazimierza (zm. 1726), posła i ciwuna twerskiego. Trzykrotnie żonaty. 
Poślubił córkę Wiktoryna Stadnickiego, kasztelana przemyskiego, Konstancję. Z małżeństwa przyszło na świat liczne potomstwo - 18 dzieci.
Druga żona Petronela Tyszkiewiczówna, córka Piotra, kasztelana smoleńskiego.
17 października 1655 roku złożył przysięgę na wierność carowi Aleksemu Michajłowiczowi. Pełnił urząd wojewody nowogrodzkiego do 1687.